# Goldnematode
Der Goldnematode oder Gelbe Kartoffelzystennematode (Globodera rostochiensis, Syn.: Heterodera rostochiensis) ist ein Fadenwurm (Nematode), der an den Wurzeln der Kartoffel parasitiert. Der zystenbildende Nematode ist ein bedeutender Schädling der Kartoffel. Er wurde erstmals 1913 in der Nähe von Rostock entdeckt und erhielt daher auch seinen Namen rostochiensis.

## Symptome und Biologie
Die charakteristische Eigenschaft des Befalls der Kartoffelpflanze durch Goldnematoden sind die an den Wurzeln zu beobachtenden Zysten. Sie entsprechen einer Umwandlung der Weibchen nach der Befruchtung. Diese Zysten sind braune, resistente, kugelförmige, mit Eiern angefüllte „Taschen“. Eine einzige Zyste hat einen Durchmesser zwischen 0,1 und 0,8 mm und kann zwischen 200 und 1000 Eier enthalten. Der Zysteninhalt kann 8 bis 10 Jahre lebensfähig im Boden überdauern. Weil die Zysten nur von den Weibchen gebildet werden, liegt bei den Adulten ein sexueller Dimorphismus vor: Männchen und die Larven sind klein (weniger als 1 mm), beweglich und fadenförmig. Während der Vegetationsperiode schlüpfen die Larven aus den Zysten und dringen in die Wurzeln ein. Das Ausschlüpfen wird durch Feuchtigkeit und durch Wurzelausscheidungen begünstigt. Der Hinterleib der Weibchen schwillt stark an, die Wurzelhaut bricht nach außen auf und die zystenförmigen Nematoden kommen, nur noch mit dem Mundteil im Gewebe verankert, nach außen zu liegen. Der Gesamtzyklus zwischen dem Aufbrechen und der Zystenreifung dauert ungefähr 60 Tage. Normalerweise entwickelt sich eine Generation pro Jahr. In außergewöhnlichen Fällen können bis zu drei Generationen pro Jahr beobachtet werden.
Die Entwicklung der Goldnematoden wird durch verschiedene Faktoren beeinflusst. In leichten Böden (Sand- oder Torfböden) finden sich mehr Zysten als in schweren Böden (Lehm- oder Tonböden). Aktive Larven erscheinen ab 12 °C. Für eine erfolgreiche Entwicklung braucht es aber Temperaturen von über 15 °C. Entsprechend ist vor dem Juni die Anzahl der Nematoden im Kartoffelanbau gering. Im Juli und August folgt eine starke Entwicklung, die bis in den Oktober hinein anhalten kann. Danach werden keine Larven mehr gebildet. Diesem Zyklus zufolge sind Goldnematoden auf Frühkartoffeln kein Problem.
Die Schäden durch die Goldnematoden sind vom Boden, Klima und der Menge der Nematoden abhängig. Das Kartoffelwachstum wird durch Absonderungen der Nematoden gehemmt. Die Blätter vergilben und die Wurzeln werden mit gelblichweißen Zysten stark verzweigt. Da die Goldnematoden nur wenig beweglich sind, werden sie prinzipiell passiv verbreitet. Wasser und Wind sind wichtig für diese Verbreitung. Der Hauptfaktor ist aber der Mensch. Die größte Gefahr liegt in der Nutzung von befallenen Kartoffelknollen als Pflanzgut. So können die Zysten auch unter Einhaltung großer Fruchtfolgeabstände verbreitet werden. Auch Erde an Maschinen, Werkzeugen und Schuhen kann als Verbreitungsfaktor wirken.
Der Befall heißt im Niederländischen Aardappelmoeheid (AM) (Kartoffelmüdigkeit). Die Bezeichnung AM vrij ist daher ein wichtiges Kriterium für den Export für Pflanzen aus den Niederlanden.

## Bekämpfung
Die wichtigste vorbeugende Bekämpfungsmaßnahme ist eine Anbaupause von 4 bis 5 Jahren zwischen zwei Kartoffelpflanzungen. Wenn in einer Pflanzsaison massive Schäden vorliegen, ist sogar eine Pause von 8 bis 10 Jahren erforderlich. Andere vorbeugende Maßnahmen, z. B. die Wahl von resistenten Sorten, sind ebenfalls wichtig, da die Möglichkeiten einer chemischen Bekämpfung stark eingeschränkt sind.